# Distoleon sjostedti
Distoleon sjostedti är en insektsart som först beskrevs av Herman Willem van der Weele 1910.  
Distoleon sjostedti ingår i släktet Distoleon och familjen myrlejonsländor. Inga underarter finns listade i Catalogue of Life.